# سياسة دونالد ترامب تجاه الهجرة

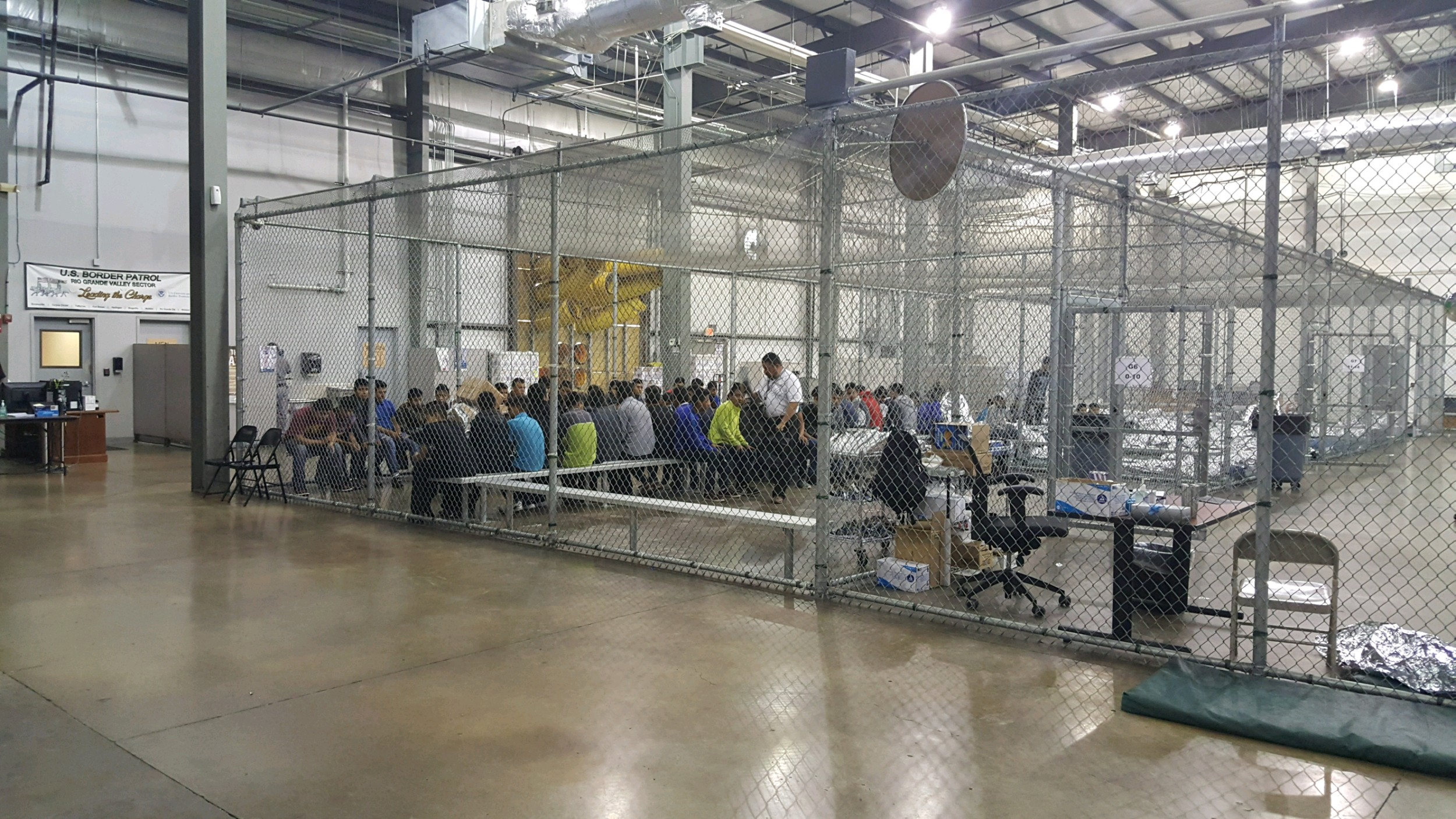
سياسة إدارة ترمب بشأن فصل الأسرة ، احتجاز المهاجرين في إدارة ترمب ، أورسولا (مركز احتجاز).

كانت سياسة الهجرة، وتحديدًا الهجرة غير الشرعية إلى الولايات المتحدة، قضية مميزة في الحملة الرئاسية للرئيس الأمريكي دونالد ترمب، وأثارت إصلاحاته وملاحظاته المقترحة حول هذه القضية ضجة دعائية كبيرة. قال ترمب مرارًا وتكرارًا إن المهاجرين غير الشرعيين مجرمون وخلصت دراسة أجراها معهد سياسات الهجرة غير الحزبي في عام 2015 إلى أن نحو 820 ألف مهاجر غير مصرّح له لديه سجل إجرامي؛ مع أن ترمب لم يشر إلى الارتباط بوضوح، جادل النقاد بوجود أدلة كثيرة على عدم ارتباط الهجرة بارتفاع معدلات الجريمة.
كان الوعد المميِّز لحملته هو بناء جدار كبير على الحدود بين الولايات المتحدة والمكسيك وإجبار المكسيك على دفع تكلفة الجدار. أعرب ترمب أيضًا عن دعمه لمجموعة متنوعة من «القيود على الهجرة القانونية وتأشيرات العمال الوافدين»، من ضمنها «إيقاف» منح البطاقات الخضراء، التي من شأنها وفقًا لما قاله ترمب أن «تساعد في تراجع مستويات الهجرة القياسية إلى معدلات تاريخية أكثر اعتدالًا». كثيرًا ما تغيرت مقترحات ترمب بشأن تأشيرات إتش-1بي طوال حملته الرئاسية، ولكن اعتبارًا من أواخر يوليو 2016، بدا أنه يعارض برنامج تأشيرة إتش-1بي.
عندما تولّى ترمب منصب الرئاسة، فرض حظرًا على السفر يمنع إصدار التأشيرات لمواطني سبع دول ذات غالبية مسلمة، ووُسِّع الحظر ليشمل 13 دولة في عام 2020. ردًّا على التحديات القانونية، نَقّح الحظر مرتين، لتدعم المحكمة العليا نسخته الثالثة في يونيو 2018. وحاول إنهاء برنامج القرار المؤجل للواصلين أطفالًا، لكن أمرًا قضائيًا سمح للسياسة بالاستمرار في حين إن المشكلة تكمن في موضوع التحدي القانوني. وفرض سياسة «عدم التسامح مطلقًا» التي تقتضي اعتقال أي شخص يُقبض عليه وهو يعبر الحدود بشكل غير قانوني، ما أدى إلى فصل الأطفال عن عائلاتهم. حذّر تيم كوك و 58 رئيسًا تنفيذيًا آخر لشركات أمريكية كبرى من الضرر الناجم عن سياسة الهجرة التي ينتهجها ترمب. تم التراجع عن سياسة «عدم التسامح مطلقًا» في يونيو 2018، ولكن نُشرت العديد من التقارير الإعلامية عن استمرار فصل العائلات في النصف الأول من عام 2019.
في خطاب حالة الاتحاد الأول لترمب في 30 يناير 2018، حدّد ترمب الركائز الأربع لإدارته من أجل إصلاح الهجرة: (1) وضع مسار لحصول الحالمين على الجنسية؛ (2) زيادة تمويل أمن الحدود؛ (3) إنهاء برنامج قرعة تأشيرة التنوع؛ (4) فرض القيود على هجرة العائلات. تعزز الركائز الأربع شعار حملة ترمب «اشترِ المنتج الأمريكي، ووظّف أمريكيًا» والأمر التنفيذي لعام 2017 بنفس الاسم، وأولويات سياسة الهجرة المحددة مسبقًا.
تحت ضغط إدارة ترمب، كثّفت المكسيك ودول أمريكا اللاتينية الأخرى جهودها لوقف الهجرة غير الشرعية إلى الولايات المتحدة.

## لمحة عن ممارسات الشركات
في مارس 2016، تطرّق ترمب في حديثه إلى إي-فيريفاي وهي أداة على شبكة الإنترنت تتيح للحكومة الأمريكية التحقق هل الموظفون من الأجانب غير المصرح لهم أو لا؟ صرّح ترمب: «إني أستخدم إي-فيريفاي في كل وظيفة تقريبًا ... إنها أداة فعّالة». في ديسمبر 2018، ذكرت صحيفة واشنطن تايمز أنه من بين الشركات الخمسمئة وخمس وستين التي يملك الرئيس ترمب حصة مالية فيها -حسب ما كُشف في مايو 2018- استخدمت خمس شركات فقط (أقل من 1%) إي-فيريفاي. في يناير 2019، قال نجل ترمب، إريك ترمب، إن منظمة ترمب «تطرح الآن إي-فيريفاي في جميع شركاتنا في أسرع وقت ممكن».
في أغسطس 2016، وفقًا لمجلة تايم، كشفت وثائق للمحكمة تتضمن شهادات وإفادات تحت القسم تعود لعام 1990 عن السيناريو التالي في عامي 1979 و 1980. شاهد ترمب شخصيًا العمال البولنديين في وظائفهم، وأمر بتوظيفهم في شركة جديدة، ثم سخّرهم لهدم مبنى لإفساح المكان لبرج ترمب في مانهاتن. تجوّل ترمب لاحقًا عدة مرات في موقع الهدم. عمل العمال في نوبات مدتها 12 ساعة، وبعضهم عمل في نوبات مدتها 24 ساعة. كانوا يتقاضون من 4 إلى 5 دولارات في الساعة، أي أقل من نصف أجر النقابة المنصوص عليه في ذلك الوقت. شهد العمال أن معظمهم لم يستخدموا معدات السلامة كالخوذات الصلبة مثلًا. بعد حدوث خلاف بسبب عدم دفع الأجور للعمال، التقى ترمب شخصيًا بعض العمال ووافق على دفع أجورهم مباشرة، وفقًا لإحدى الشهادات. كانت مدفوعات ترمب غير متسقة، ما أدى إلى إثارة المزيد من الخلافات مع العمال. شهد دانيال سوليفان، مستشار عمالي، أن ترمب في يونيو 1980 طلب النصح من سوليفان بشأن «توظيفه بعض الموظفين البولنديين غير الشرعيين في العمل». قال سوليفان لاحقًا إن العمال البولنديين تلقّوا «أجورًا لا تلبي الاحتياجات الأساسية»، مع أنه لم يذكر ذلك في شهادته. شهد محامي العمال البولنديين، جون سابو، أنه في أغسطس 1980، تلقى مكالمة من محامي ترمب، إروين دوربين، الذي قال إن ترمب يهدد بترحيل العمال البولنديين. في عام 1998، بعد معركة قانونية استمرت 15 عامًا بشأن هل أهمل ترمب دفع المبلغ المستحق عليه لصندوق نقابة العمال البولنديين؟ سوّى ترمب القضية عندما كانت المحاكمة أمام هيئة المحلفين على وشك البدء بشأن أهو صاحب العمل القانوني للعمال البولنديين أو لا؟ من عام 1980 إلى عام 2016، أنكر ترمب مرارًا وتكرارًا أنه كان على علم بأن العمال البولنديين كانوا مهاجرين غير شرعيين.
في نوفمبر 2017، كُشف المزيد من وثائق المحكمة المتعلقة بالقضية المذكورة آنفًا عن العمال البولنديين. أظهرت الوثائق أن طاقمًا مكونًا من 200 عامل بولندي عمل في الهدم، وأن ترمب دفع في النهاية تسوية قدرها 1.375 مليون دولار، من ضمنها 0.5 مليون دولار لصندوق النقابة، بعد استئناف حكم القاضي بأنه كان حقًّا صاحب العمل القانوني للعمال البولنديين.
في يوليو 2017، تقدم نادي مارالاغو التابع لترمب بطلب للحصول على تأشيرات لتوظيف عمال أجانب: 15 مدبرة منزل و 20 طباخًا و 35 خادمًا من أكتوبر 2017 إلى مايو 2018. تقدّم نادي ترمب الوطني للغولف في جوبيتر بولاية فلوريدا بنفس الطلب من أجل ستة طهاة.
في ديسمبر 2018، نقلت صحيفة نيويورك تايمز أن مهاجرَتين غير شرعيّتين عملتا في نادي ترمب الوطني للغولف في بيدمينستر، نيو جيرسي بصفة مدبرة منزل. عملت هناك ساندرا دياز من كوستاريكا من 2010 إلى 2013، وأصبحت لاحقًا مقيمة أمريكية قانونية. قالت دياز إنها غسلت ملابس ترمب وكَوَتها. عملت فيكتورينا موراليس هناك منذ عام 2013، وقالت إنها رتّبت بنفسها سرير ترمب ونظّفت مرحاضه، بأجر يتراوح بين 10 دولارات و 13 دولارًا في الساعة. وروت دياز إن ترمب شخصيًا أعطاها إكرامية قدرها 100 دولار، بينما قالت موراليس إن ترمب أعطاها إكرامية قدرها 50 دولارًا بعد إخباره أنها من غواتيمالا. قالت دياز وموراليس إن اثنين من المشرفين عليهما على الأقل يعرفان أنهما مهاجرتان غير شرعيتين، وأن هناك «العديد من الأشخاص الذين ليس بحوزتهم أوراق رسمية» يجري توظيفهم. قال أنيبال روميرو، محامي موراليس، إنه في نوفمبر 2018، اتصل به مكتب النائب العام لنيوجيرسي ومكتب التحقيقات الفيدرالي، وكلاهما كان يحقّق في احتمال توظيف نادي ترمب الوطني للغولف لمهاجرين غير مصرح لهم بوثائق مزورة.
في يناير 2019، طرد نادي ترمب الوطني للغولف في ويستتشستر نحو 12 موظفًا لأنهم مهاجرون غير مصرح لهم، بعضهم عمل هناك 14 عامًا، أو فازوا بجوائز للموظفين، أو أعدّوا شخصيًا وجبات الطعام لترمب. تحدثت صحيفة واشنطن بوست إلى 16 عاملًا من العمال السابقين والحاليين في نادي الغولف، قال بعضهم إن أصحاب العمل قبلوا وثائقهم المزورة، وآخرون قالوا إن مبدأ النادي هو «الحصول على أرخص عمالة ممكنة».
في مايو 2019، نشرت شبكة يونيفزيون تقريرًا يستند إلى مقابلات مع سبعة مهاجرين غير شرعيين قالوا إنهم عملوا في كروم ترمب في ولاية فرجينيا بساعات عمل طويلة ومن دون أجر إضافي. وقالوا إن شركات ترمب إما لم تتحقق من وضع هجرتهم وإما تظاهرت بعدم معرفة أنهم مهاجرون غير شرعيين.